# مارك روبنسون (سياسي بريطاني، مواليد 1959)
مارك روبنسون (بالإنجليزية: Mark Robinson)‏ هو سياسي بريطاني، ولد في 12 مايو 1959 في بلفاست في المملكة المتحدة. نشط حزبياً في الحزب الديمقراطي الاتحادي. في انتخابات الجمعية التشريعية لأيرلندا الشمالية، 1998 ‏، انتخب عضو الجمعية التشريعية الأولى لأيرلندا الشمالية عن دائرة Belfast South (Assembly constituency) ‏ وقد انضم خلال فترته النيابية ‏ (25 يونيو 1998 – 28 أبريل 2003)  للكتلة البرلمانية الحزب الديمقراطي الاتحادي وفي انتخابات الجمعية التشريعية لأيرلندا الشمالية، 2003 ‏، انتخب عضو الجمعية التشريعية الثانية لأيرلندا الشمالية عن دائرة Belfast South (Assembly constituency) ‏ وقد انضم خلال فترته النيابية ‏ (26 نوفمبر 2003 – 30 يناير 2007)  للكتلة البرلمانية الحزب الديمقراطي الاتحادي.